# لينا لاريسا سترال
لينا لاريسا ستراهل (بالإنجليزية: Lina Larissa Strahl)‏، ولدت في 15 ديسمبر 1997 في زيلتسه، سكسونيا السفلى، هي ممثلة ومغنية ألمانية. اشتهرت بأدوارها مثل بيبي بلوكسبيرج في سلسلة أفلام بيبي وتينا (2013–2017) وفرانكي في الدراما الموسيقية قناة ديزني، المخدع (2017).
ولدت ونشأت في زيلتسه، في مقاطعة هانوفر. تعيش في هامبورغ.
هي على علاقة مع الممثل الألماني تيلمان بورزغن.

## وصلات خارجية
- لينا لاريسا سترال على موقع IMDb (الإنجليزية)
- لينا لاريسا سترال على موقع ميوزك برينز (الإنجليزية)
- لينا لاريسا سترال على موقع أول موفي (الإنجليزية)
- لينا لاريسا سترال على موقع أول ميوزيك (الإنجليزية)
- لينا لاريسا سترال على موقع ديسكوغز (الإنجليزية)
- لينا لاريسا سترال على موقع قاعدة بيانات الفيلم (الإنجليزية)
- لينا لاريسا سترال على موقع كينوبويسك (الروسية)